# Santa Helena de Rodes

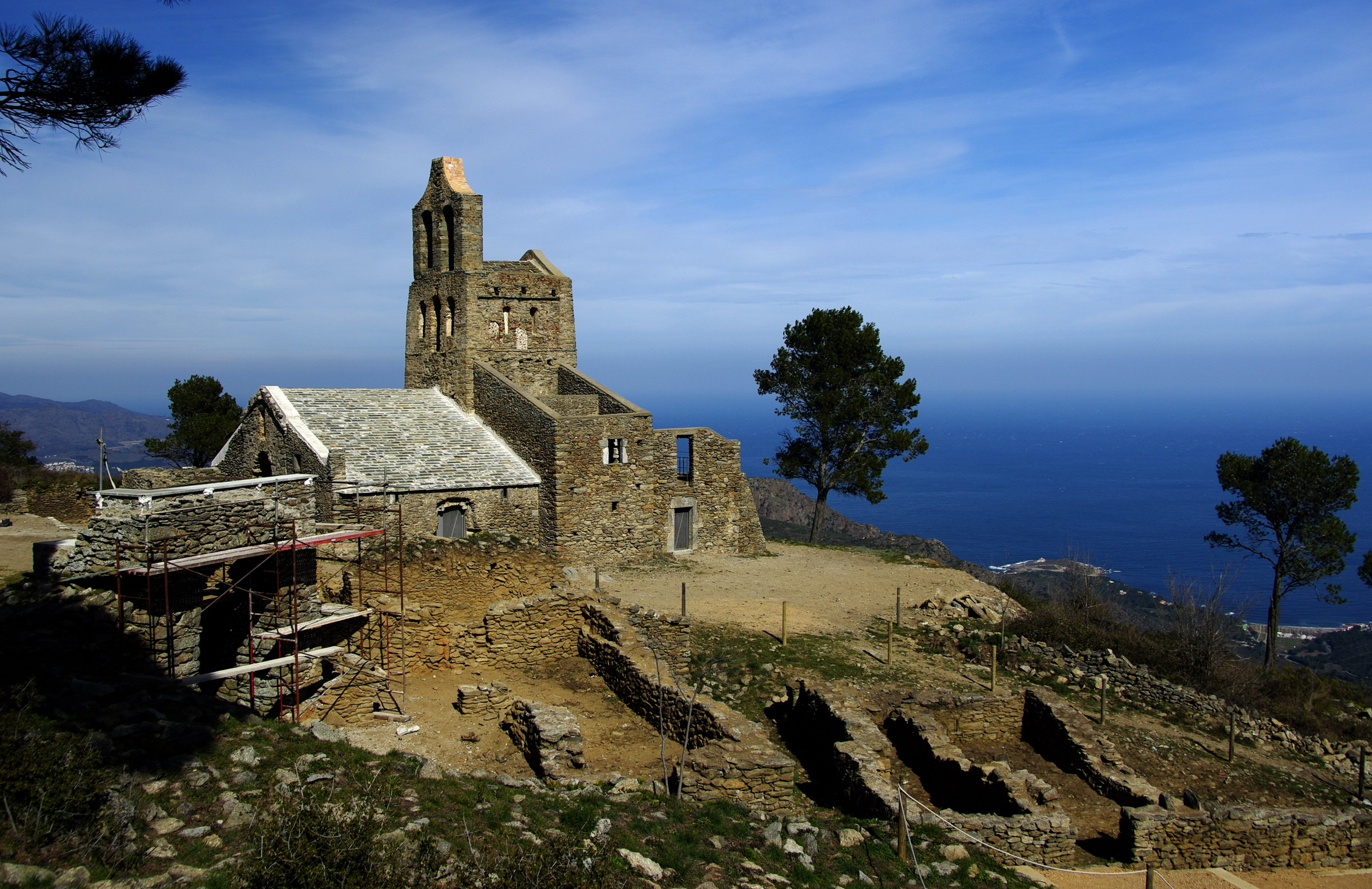
Església de Santa Helena de Rodes

Die Kirche Santa Helena de Rodes (Heilige Helena von Rodes), auch unter dem Namen Santa Creu de Rodes bekannt, ist ein auf 539 Meter Höhe im  Naturpark Cap de Creus gelegenes romanisches Gotteshaus. Das als katalanisches Baudenkmal geschützte Bauwerk befindet sich in der Nähe des Klosters Sant Pere de Rodes auf dem Gebiet der Gemeinde El Port de la Selva in der Comarca Alt Empordà im Nordosten Spaniens. Auch der Paradolmen de la Pallera ist in der Nähe.

## Geschichte
Die erste urkundliche Erwähnung der Kirche Santa Helena de Rodes stammt aus dem Jahr 974 und befindet sich in einer Bulle des Papstes Benedikt VI. zum Kloster Sant Pere de Rodes. Die Verbindung der mittelalterlichen Pfarrei Santa Creu mit dem Benediktiner-Kloster blieb über viele Jahrhunderte erhalten.

## Architektur
Das früheste Kirchengebäude wurde einschiffig ausgeführt und enthält Stilelemente des Opus spicatum. Bis zur Mitte des zehnten Jahrhunderts wurde dann eine trapezförmige Apsis am dreietagigen Glockenturm errichtet, die über ein Tonnengewölbe verfügte; zwei Apsiden an der Nord- und Südwand kamen später hinzu. Im sechzehnten und siebzehnten Jahrhundert wurden zwei Seitenschiffe angebaut. Im späten Mittelalter wurde die historische Siedlung Santa Creu de Rodes aufgegeben und im achtzehnten Jahrhundert verließen die letzten Bewohner die vormalige Pfarrei. Die Kirche verfiel in der Folge zur Ruine. Ab 1995 wurden verschiedene Restaurierungsarbeiten begonnen und teilweise abgeschlossen. Im Jahr 1997 wurde die Església de Santa Helena de Rodes unter Denkmalschutz gestellt.
Der Paradolmen de la Pallera liegt in der Nähe des Klosters.

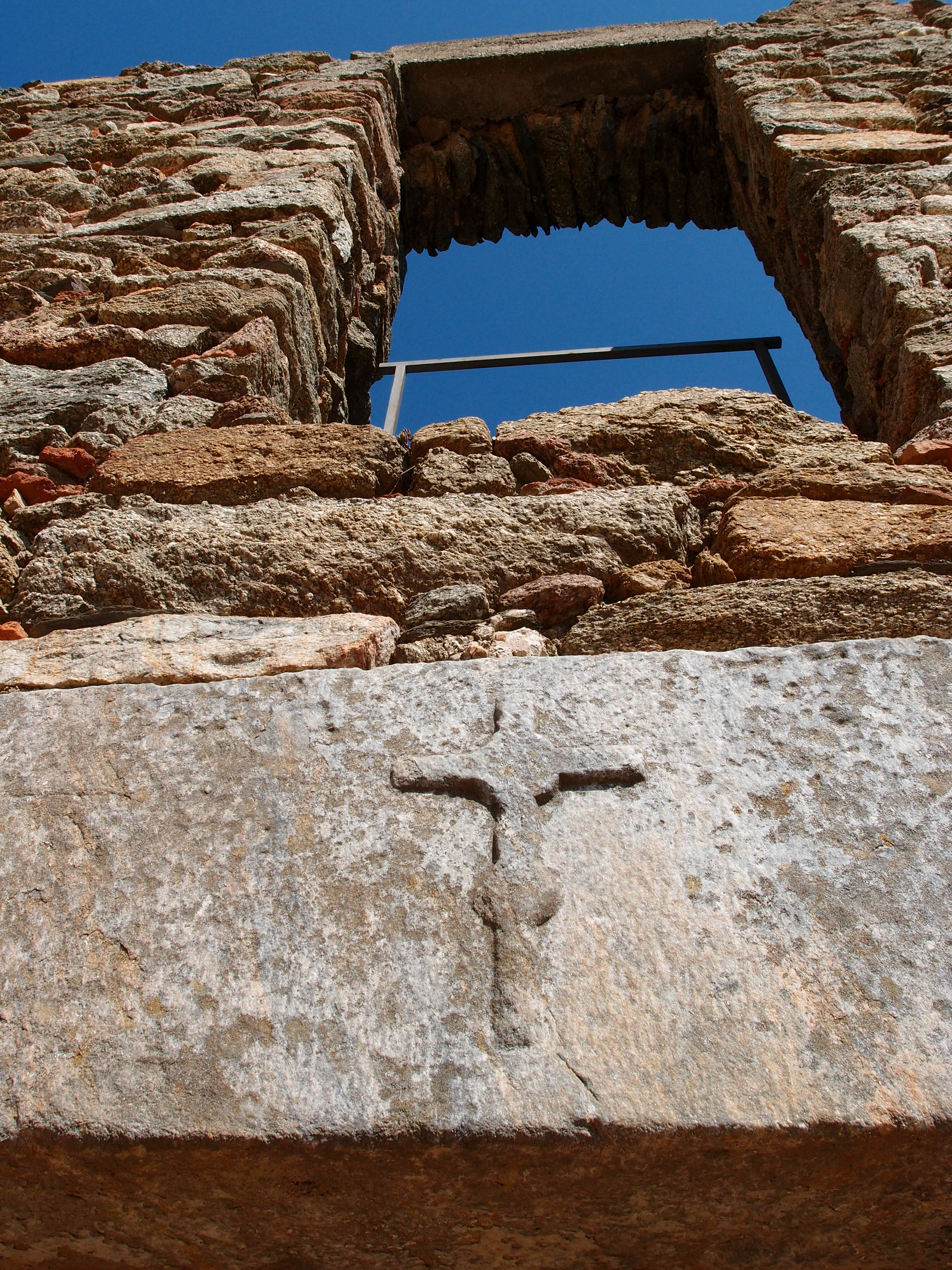
Detailansicht
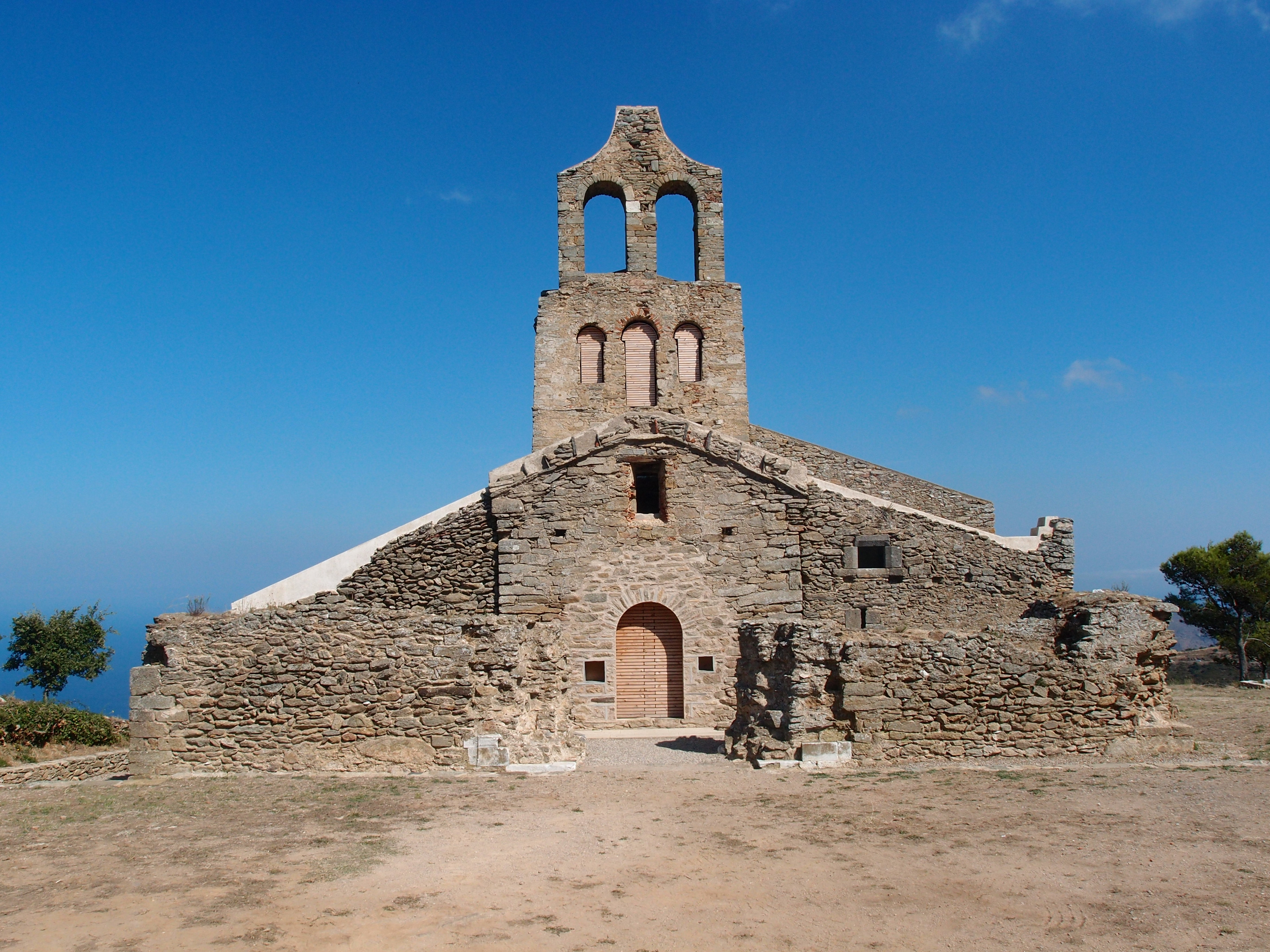
Frontansicht
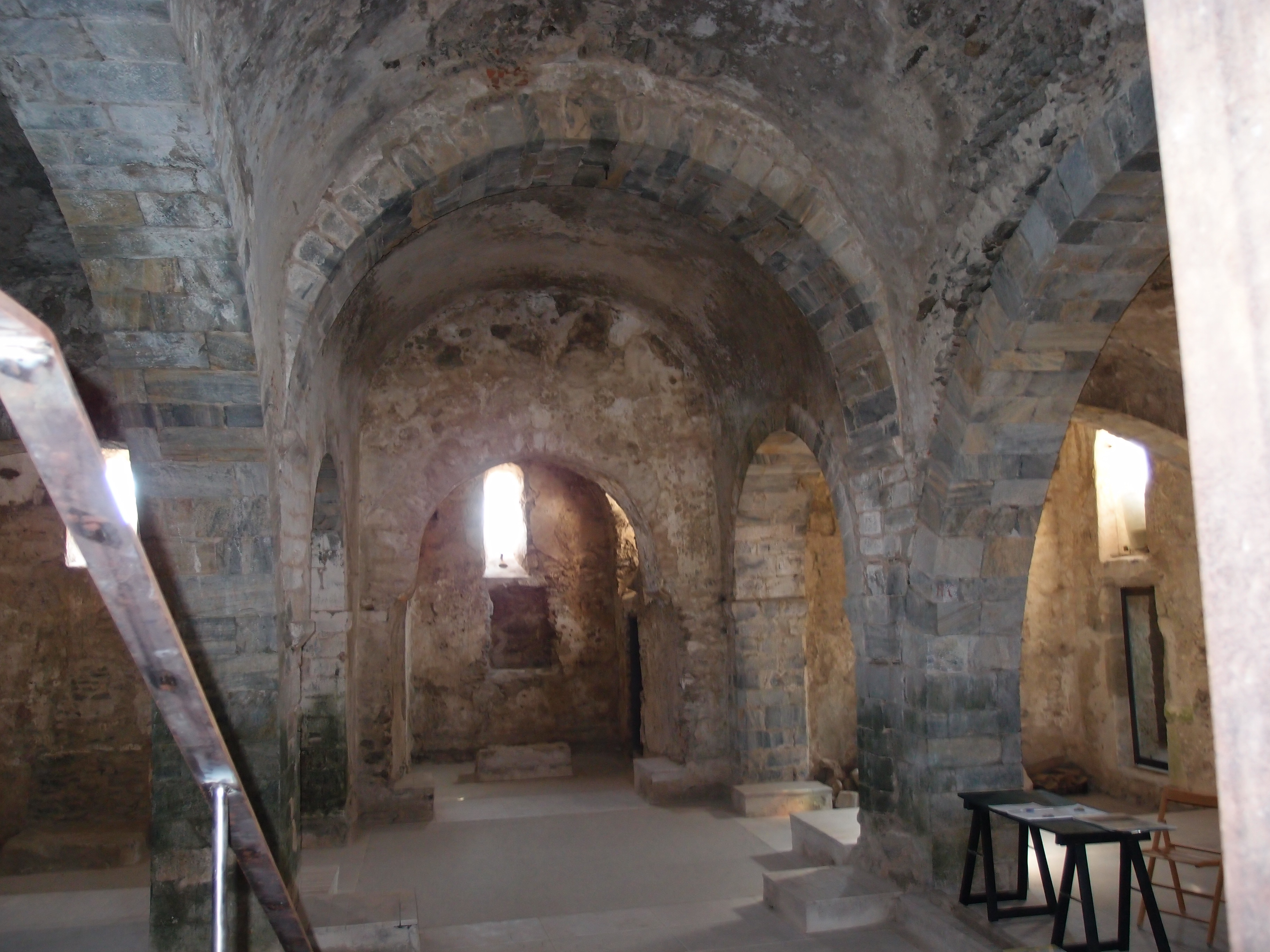
Innenansicht
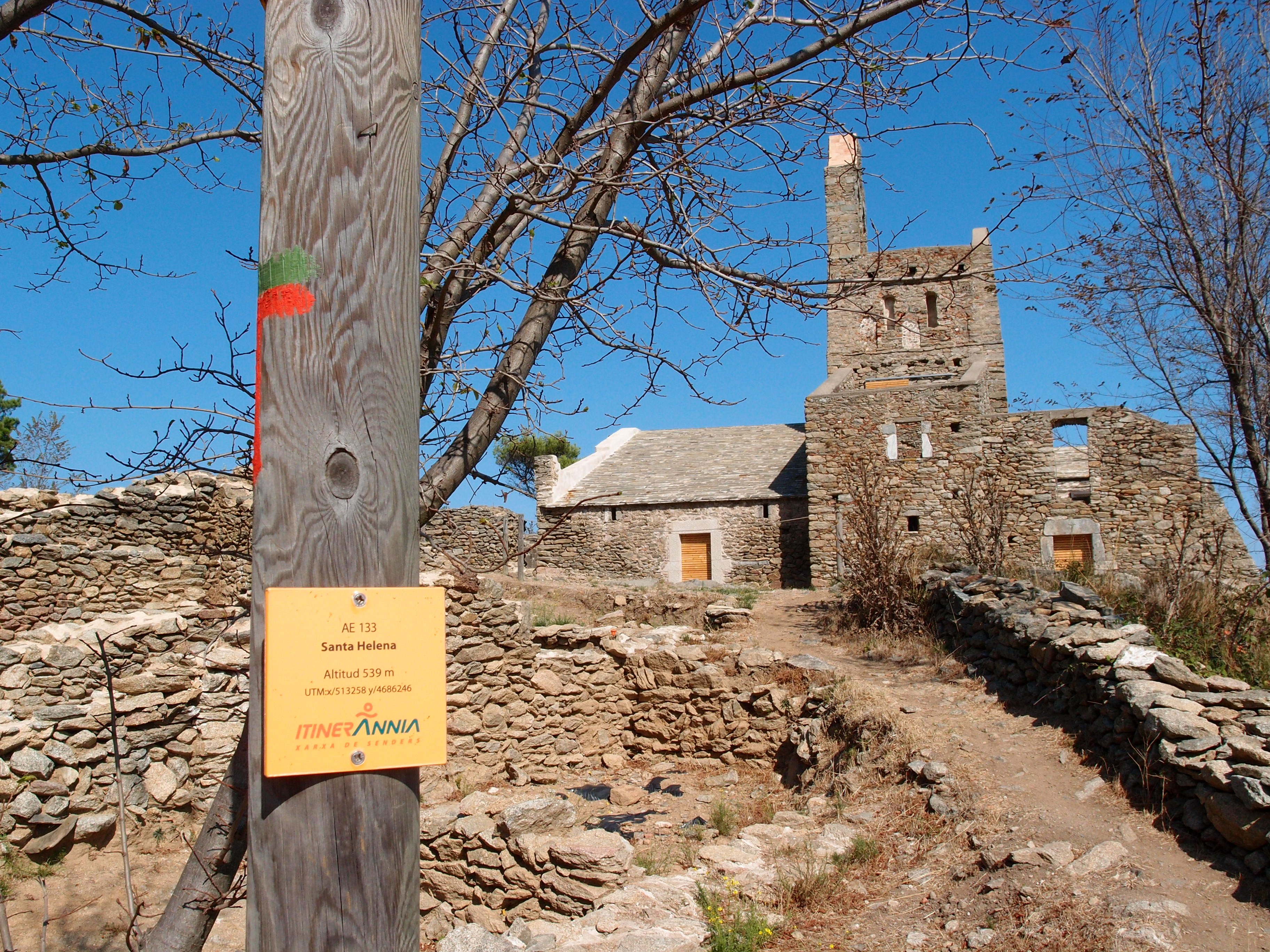
Seitenansicht

## Trivia
Die Kirche Santa Helena de Rodes liegt am Camino Catalán, dem katalanischen Streckenabschnitt des Jakobswegs.